# Cumulonimbus et aviation
De nombreux accidents aériens se sont produits à proximité des orages. Il est souvent dit que la turbulence peut être extrême à l'intérieur d'un cumulonimbus et déchiqueter un aéronef. Cependant ce type d'accident est relativement rare. En général la turbulence sous un orage peut être assez faible voire nulle. En pratique, la plupart des crashs se produisent près du sol lorsqu'un pilote se fait surprendre par des sautes de vent qui provoquent un décrochage. En général, les accidents liés aux orages n'impliquent pas une rupture de l'aéronef mais sont la conséquence d'effets secondaires des orages, par exemple un avion cabossé par la grêle ou dont la peinture a été « nettoyée » (par abrasion) par une pluie diluvienne.
Ainsi, les cumulonimbus sont réputés extrêmement dangereux pour la navigation aérienne et il est recommandé de les éviter autant que possible. Ils peuvent être extrêmement sournois et un pilote inattentif peut se retrouver dans une situation très dangereuse tout en volant dans un air absolument calme en apparence.
Malgré tout, il existe une gradation au niveau de la sévérité des orages. Il y a peu de différence quantitative entre une méchante averse engendrée par un cumulus congestus et un petit orage avec 3 coups de tonnerre engendré par un petit cumulonimbus. C'est la raison pour laquelle les pilotes de planeur ont pu exploiter des orages. Cependant, la prévision de la sévérité d'un orage n'est pas une science exacte et il existe de nombreux cas où les pilotes se sont fait piéger en sous-estimant la violence de l'orage, qui s'est brutalement renforcé.

## Dangers pour les aéronefs en général

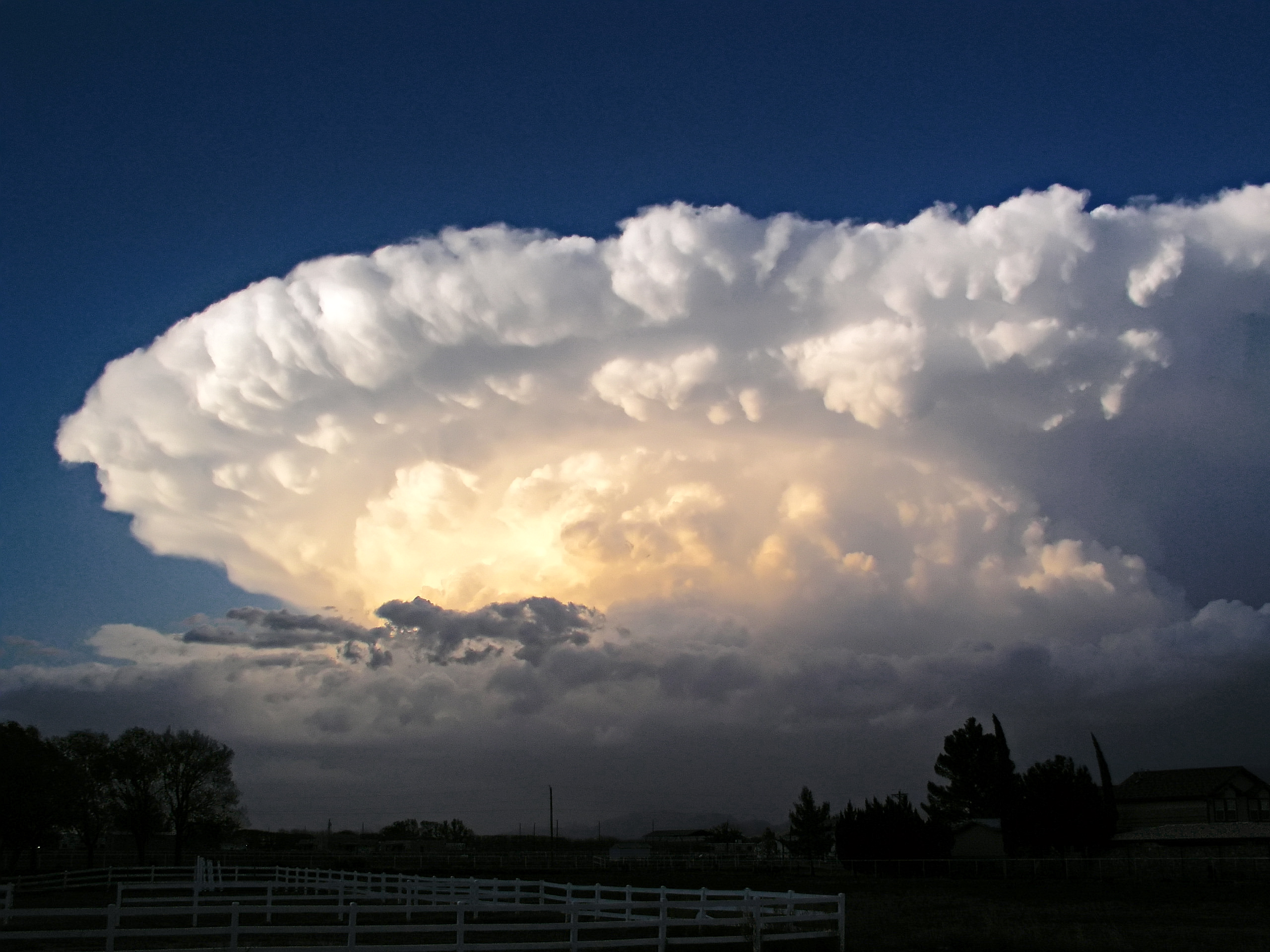
Cumulonimbus supercellulaire ayant entraîné de lourds dégâts au Nouveau-Mexique. Il avait la capacité de détruire n'importe quel aéronef.

Même les plus gros avions de ligne modifient leur route afin d'éviter de croiser le chemin d'un cumulonimbus. Ainsi, deux effets dangereux des cumulonimbus ont été avancés pour le crash du vol AF447, qui s'est abîmé en mer le 31 mai 2009 à 600 km au nord-est du Brésil après avoir rencontré un système convectif de méso-échelle dans la zone de convergence intertropicale (appelée par les marins le « pot au noir »), où les cumulonimbus s'élevaient à plus de 15 km d'altitude,,,. Toutefois, l'appareil ne s'étant pas désintégré en vol, une autre hypothèse impliquant le gel des sondes Pitot de l'appareil a été vérifiée. L'incohérence entre les vitesses mesurées par les différentes sondes fait partie des causes de l'accident selon le rapport final.
La FAA américaine recommande aux aéronefs, dont les planeurs, de ne pas s'approcher à moins de 20 milles marins (37 km) d'un orage sévère, alors qu'un pilote de planeur pourrait essayer d'utiliser les courants ascendants existant dans ou sous ce type de nuage. Il existe deux sortes de dangers pour ce type d'appareil. Le premier est lié aux effets de cisaillement entre les zones ascendantes et subsidantes dans le nuage qui peuvent briser le planeur : ce cisaillement engendre une instabilité de Kelvin-Helmholtz qui est à l'origine de sous-tourbillons extrêmement violents. Le second est plus sournois : les forts courants ascendants sous un cumulonimbus supercellulaire peuvent couvrir un large diamètre et être relativement peu ou pas turbulents, comme il est expliqué ci-dessous. Dans ce cas, le planeur peut être aspiré dans le nuage et le pilote se retrouve en mauvaise posture à cause de la perte des repères visuels par rapport au sol, les conditions de vol devenant rapidement IMC. La FAA décrit la situation de la manière suivante :

« Les thermiques juste au-dessous de la base ou à l'intérieur de ces nuages sont souvent si violents qu'ils vont continuer à soulever le planeur même en piqué à VNE. Le pilote imprudent va se retrouver aspiré dans le nuage. Le pilote de planeur qui eut pénétré dans un cumulonimbus et fut capable de rentrer à l'aérodrome pour en parler perdrait l'envie de recommencer,,. »

Dans ces conditions (si l'aéronef n'est pas équipé pour le vol aux instruments ou si son pilote n'a pas suffisamment d'expérience de vol aux instruments), l'aéronef entrera dans une spirale descendante (graveyard spiral en anglais) et se brisera à cause du facteur de charge imposé à la structure. Dans ces conditions, ce ne sont pas les turbulences à l'intérieur du nuage qui seront à l'origine de l'accident, mais seulement l'incapacité du pilote à maîtriser l'aéronef à la suite de la perte des repères visuels. Dans le cas d'un vol aux instruments (vol IFR), les cumulonimbus peuvent surprendre le pilote lorsqu'ils sont noyés dans une masse nuageuse d'un type plus bénin. Par exemple des nimbostratus peuvent provenir de l'étalement d'un cumulonimbus (nimbostratus cumulonimbogenitus), rendant probable la présence de cellules convectives encore actives dans le voisinage. Les petits avions de tourisme ne sont généralement pas équipés de radars météorologiques et lors d'une approche IFR peuvent être envoyés accidentellement par le contrôle aérien vers des cellules actives peu évidentes.

## Physique des cumulonimbus

### Anciennes théories concernant les cumulonimbus
Un modèle hyper-simplifié (et discutable) divise un orage en 3 phases :
- La phase dite de cumulus où il n'y aurait que des courants ascendants sous le cumulonimbus en formation (son sommet atteignant une hauteur de 30 000 pieds)
- La phase dite de maturité où les courants ascendants seraient présents au sommet du nuage et des courants descendants sous le nuage entraînant le début des précipitations. Leur hauteur serait d'environ 45 000 pieds
- La phase dite de dissipation où ne seraient plus que présents des courants descendants et où la hauteur du nuage atteindrait 55 000 pieds.

Un tel modèle appelle à plusieurs remarques :
- La loi de conservation de la masse {\displaystyle {\vec {\nabla }}{\vec {u}}=0} est violée. Il est impossible que les courants ascendants ou descendants ne soient pas compensés par des courants de sens opposé. Dans ce cas, un creux de pression se formerait ;
- Un « cumulus » atteignant 30 000 pieds est un cumulonimbus car la température est de l'ordre de −40 °C et donc le sommet de ce nuage est constitué uniquement de cristaux de glace.
- Il est dit que[13] « Severe updrafts and downdrafts occur in the mature stage » (traduction : « Des courants ascendants et descendants violents se produisent lors de la phase de maturité »). Ceci est vrai en ce qui concerne les courants descendants qui peuvent engendrer des rafales descendantes d'une rare intensité, mais cela est beaucoup moins vrai pour les courants ascendants situés sous le nuage qui peuvent extrêmement doux et sournois (cf infra).

Il est aussi dit que : « Pilots flying outside the thundersorm cell, but near the storm area, can encounter hail and extreme turbulence. » (traduction : « Des pilotes volant en dehors d'une cellule orageuse, mais à proximité de l'orage peuvent rencontrer de la grêle et une turbulence extrême »). Cette affirmation correspond à la présence d'une goutte froide qui peut s'étaler en dehors de la zone orageuse (cf infra).
Il convient donc de raffiner ce modèle.

### Caractéristiques des courants ascendants

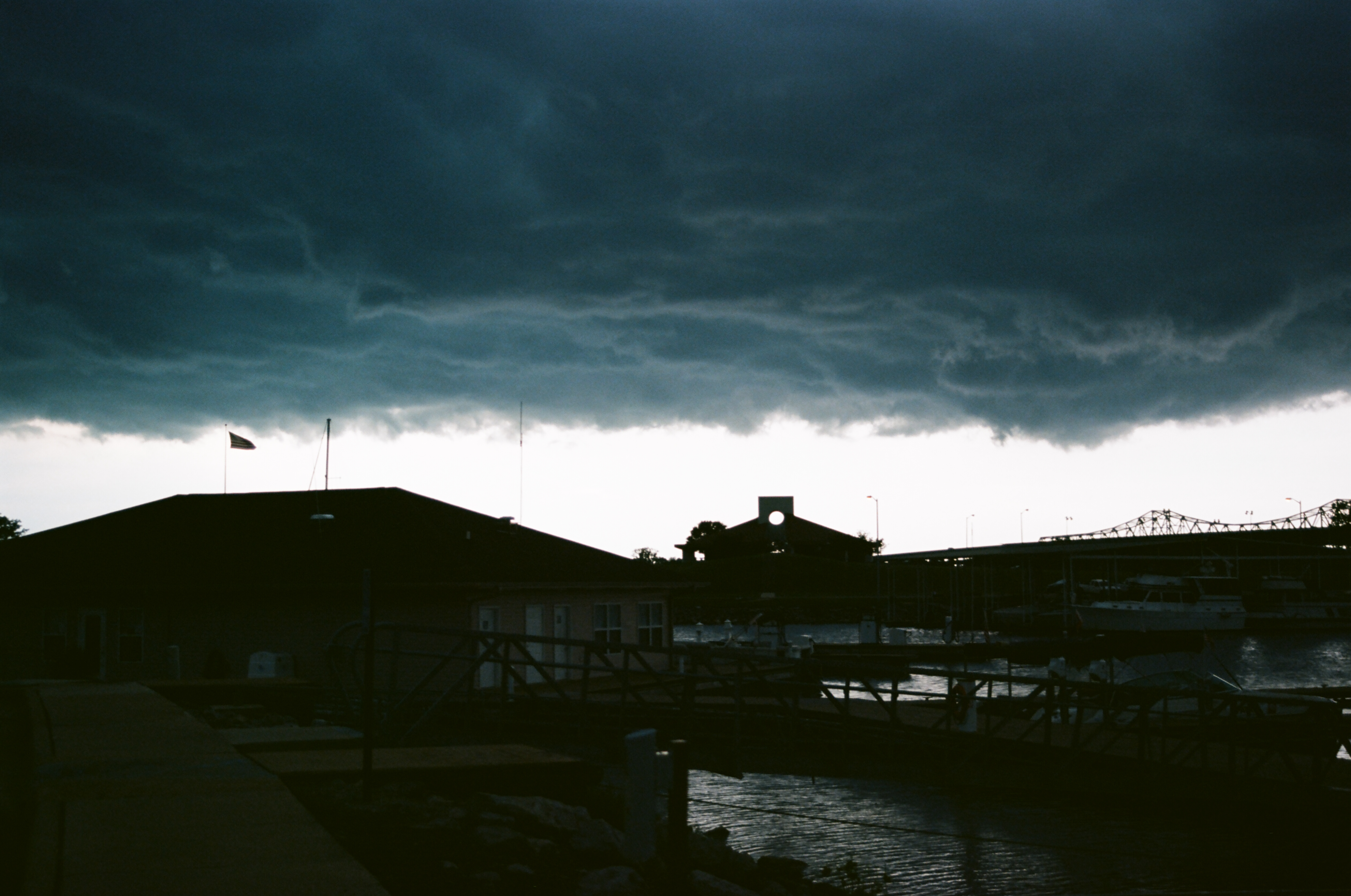
Figure 2 : Zone avant d'un cumulonimbus violent se déplaçant vers l'ouest. Cette zone sans précipitations est le siège d'ascendances généralisées.

Les courants ascendants sous un cumulonimbus peuvent être extrêmement laminaires, étendus et réguliers, surtout au début de la formation de l'orage. Ceux-ci peuvent durer plus d'une heure et correspondent à un état d'équilibre du cumulonimbus.
En effet, l'ascendance sous le nuage est due en plus grande partie à la poussée d'Archimède, mais il s'y ajoute un fort différentiel de pression entre la base et le sommet du cumulonimbus et des soulèvements mécaniques locaux à bas niveau, comme celui de la goutte froide. Les deux derniers phénomènes peuvent aider à vaincre une zone d'air stable en surface en soulevant les parcelles d'air au niveau où elles deviennent finalement plus chaudes que l'environnement. Le résultat total est que l'air est aspiré à l'intérieur du nuage à l'instar d'un aspirateur ; il provient d'une large zone, ce qui minimise les différences latérales. Dans ces conditions, les turbulences sont minimisées,.
Ainsi, il est dit :

« Les observations effectuées par Marwitz (1973), Grandia et Marwitz (1975), et Ellrod et Marwitz (1976) indiquent que la colonne ascendante pénétrant dans le cumulonimbus est douce et pratiquement exempte de turbulence et reste ainsi jusqu'à une altitude significative dans la zone d'échos faibles,. »

En fait le papier d'Ellrod et Marwitz est plus général. Ces auteurs affirment qu'en général, la flottabilité des parcelles d'air en dessous de la base d'un cumulonimbus est souvent négative. Ceci explique pourquoi les ascendances sous la base d'un cumulonimbus sont souvent laminaires. Ce phénomène est très connu des pilotes expérimentés de planeur (voir infra). Le phénomène est amplifié sous la voûte d'échos faibles d'un orage supercellulaire, qui est extrêmement dangereux. À environ 4 km de hauteur ces ascendances douces se transforment subitement en ascendances fortement turbulentes,.
En général, les courants ascendants atteignent leur vitesse maximale à environ 6 km du sol. À cette altitude, il se produit un changement de phase où les gouttelettes d'eau se transforment en cristaux de glace et par conséquent libèrent de l'énergie sous forme de chaleur latente et donc les courants ascendants s'accélèrent. Les orages supercellulaires ou de derechos peuvent y avoir des courants ascendants gigantesques, dont la vitesse dépasse les 40 m/s (140 km/h). Une telle vitesse correspond à celle du vent d'un petit ouragan. Elle peut même atteindre plus de 50 m/s (ou 100 nœuds). Dans l'échelle de Beaufort, un vent de force 12 (ouragan) est un vent de plus de 64 nœuds. Si l'échelle de Beaufort pouvait être étendue, ces courants ascendants auraient une force de 14 dans le sens de la verticale ! La turbulence est alors extrême à cette altitude. Le modèle simplifié de Schmidt prévoirait un facteur de charge de 21 G pour un planeur,.
Cela est plus que suffisant pour désintégrer n'importe quel aéronef. De plus, le diamètre des colonnes ascendantes est compris en général entre 2 km (orage de masse d'air) et 10 km (orage supercellulaire). La hauteur de la base d'un cumulonimbus est extrêmement variable. Elle peut varier de quelques dizaines de mètres au-dessus du sol à 4000 m ou plus au-dessus du sol. Dans ce cas, soit les ascendances partent à partir du sol si l'air est très sec (cas typique des déserts) ; ou les ascendances ne proviennent pas du sol dans le cas où des altocumulus castellanus ont dégénéré en cumulonimbus. Dans ce cas, on parle de convection en altitude (elevated convection en anglais).

### Dangers liés aux rafales descendantes

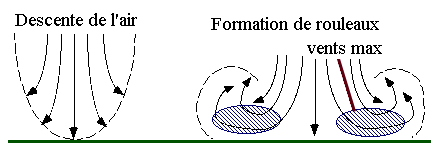
Figure 3 : Étalement de la goutte froide donnant les rafales descendantes

Les rafales descendantes sont extrêmement dangereuses pour plusieurs raisons. Tout d'abord les courants descendants sous les cumulonimbus peuvent être intenses et étendus. Un planeur qui rencontre un courant descendant de 15 nœuds et volant à 50 nœuds aura une finesse approximative de 3. En supposant que le planeur soit à la base du nuage à 2 000 mètres de hauteur, il ne pourra parcourir que 6 km et devra « vacher » dans des conditions difficiles et dangereuses. Même en cas d'atterrissage correct du planeur, le planeur pourra être détruit ultérieurement par une rafale de vent. Lorsqu'un rideau de pluie matérialise une rafale descendante, il faut absolument éviter de se poser dans cette région.
Des courants descendants de 50 nœuds sont possibles qui pourront provoquer des rafales de vent de 60 nœuds ou plus. L'atterrissage d'un aéronef léger dans ces conditions est simplement impossible. De plus, à proximité du sol, un pilote de planeur ou d'avion à moteur pourra se faire surprendre par une brusque inversion de la direction du vent et passer d'une situation de vent de face à une situation de vent arrière. Si sa vitesse est insuffisante, il décrochera et s'écrasera au sol. Des cas célèbres d'écrasements se sont produits aux États-Unis qui ont conduit à la mise sur pied d'un réseau de profileur de vents et de radars météorologiques spéciaux près des aéroports pour surveiller ces cisaillements. D'après les règles de la FAA américaine, tout pilote est tenu de s'assurer de la direction et de la vitesse du vent au sol avant de se poser.
Les planeurs volent lentement comparés aux avions de ligne. La vitesse normale d'approche d'un planeur est aux environs de 50 nœuds. On peut supposer que le pilote est « prudent » et effectue son approche à 65 nœuds. William Cotton affirme que vu que le cisaillement peut atteindre 50 nœuds, sa vitesse air va tomber à... 15 nœuds. De plus, cela va se produire lorsque le pilote passe de l'étape de base à la finale et va donc partir en vrille sans aucune possibilité de récupération car étant trop près du sol. La citation en anglais est la suivante :

« Lors d'une rafale descendante avec une composante de vent arrière de 50 kt, la vitesse peut chuter de 65 kt à plus de 15 kt. Si le planeur effectue un virage de l'étape de base à l'étape finale, le pilote se retrouve dans l'une des situations les plus mortelles qu'un pilote puisse rencontrer, une situation de « vrille à vide » sans aucune chance de récupérer puisque l'avion est proche du sol en approche finale. »

Ainsi, en cas de cumulonimbus de taille relativement modeste, rester en l'air, exploiter les courants ascendants sous les cumulus à l'avant de l'orage le long de la ligne de flanc, voire sous le cumulonimbus lui-même dans sa partie laminaire, et attendre que l'orage se dissipe est préférable pour un planeur au risque d'atterrissage au moment où les rafales descendantes se produisent.

## Vol à l'intérieur des cumulonimbus

### Vol à voile
Dans certains pays, les planeurs sont autorisés à voler dans les nuages. À titre d'exemple, Helmut Rechmann a tenté aux championnats du monde de vol à voile en 1972 à Vršac d'utiliser les violentes ascendances associées à des cumulonimbus. Au départ, il avait trouvé une ascendance de +8 m/s. Après une demi-spirale, il se retrouva dans une descendance de 15 m/s. Il dut se poser très peu de temps après. À ce moment-là, l'orage était arrivé à maturité.
Dans un autre exemple, Terry Delore s'était fait piéger par un orage sévère. Il s'était engagé à l'intérieur d'un cumulus à l'air inoffensif à 2 000 pieds (600 m). Ce cumulus s'était transformé en gros cumulonimbus. Le début du vol dans le nuage était sans aucune turbulence. Puis, soudain, son planeur devint incontrôlable. Il se retrouva sur le dos, en piqué, en chandelle etc. Les aérofreins étaient bloqués par la glace, les orifices de ceux-ci étaient pleins de grêlons. Il atterrit sur un aérodrome encore recouvert de grêlons et les rafales de vent atteignaient de 30 à 40 nœuds. Tout le monde avait eu peur pour la vie du pilote.
Dans le même ouvrage, l'auteur raconte qu'un moniteur italien de vol à voile à Rieti faisait voler ses élèves dans des cumulonimbus jusqu'à une altitude de 10 000 m pour que ceux-ci s'habituassent aux phénomènes associés aux cumulonimbus.
Comme il a été montré plus haut, une ascension à l'intérieur d'un cumulonimbus peut être au départ très calme (à cause de la flottabilité négative de la parcelle d'air) et peut devenir subitement horriblement turbulente. Ainsi, un pilote de planeur volant sous un cumulonimbus a rencontré initialement des ascendances anormalement laminaires puis s'est fait aspirer dans le nuage où il a rencontré des accélérations de 18 g qui lui ont fait perdre connaissance.
À cause du changement de phase des gouttelettes d'eau, le sommet du cumulonimbus est presque toujours très turbulent.
De plus, le planeur peut se couvrir d'une épaisse couche de givre et les commandes peuvent geler et rester bloquées. De nombreux accidents de ce type se sont produits. De plus, si le pilote saute en parachute à la suite de la destruction de son aéronef et qu'il ouvre son parachute à l'intérieur du cumulonimbus, comme dans le cas de William Rankin après qu'il se fut éjecté d'un avion de chasse F-8 et se retrouvant dans un cumulonimbus qui l'aspira jusqu'au sommet (avec son parachute ouvert).
Un parachutiste ou parapentiste qui s'engage sous un cumulonimbus prend le risque mortel et certain d'être aspiré rapidement jusqu'au sommet de ce nuage: asphyxié, foudroyé, congelé. S'il en réchappe, il peut être victime de dommages irrémédiables au cerveau à la suite d'un manque d'oxygène et s'expose à des amputations à la suite de gelures. Ainsi, la parapentiste allemande Ewa Wiśnierska a survécu de peu à une ascension de plus de 9 000 m à l'intérieur d'un cumulonimbus.

### Aviation commerciale
Les lourds avions de ligne doivent parfois traverser une ligne d'orages associée à un front froid où à une ligne de grains. Il leur est alors impossible de voler au-dessus des perturbations, certaines cellules pouvant monter jusqu'à 70 000 pieds. La seule « solution » serait de naviguer entre les cellules. Cela est fortement déconseillé car dans l'interstice qui semble accessible, de nouvelles cellules peuvent se développer et envelopper l'aéronef vu la croissance rapide d'icelles. Lorsqu'un aéronef se déplace vers l'ouest et traverse une ligne d'orages, le pilote va tout d'abord rencontrer une ligne d'ascendances puissantes et laminaires comme expliqué plus haut (ascendances non thermiques mais dynamiques). Le pilote devra se garder de pousser sur le manche pour soi-disant maintenir son altitude (comme pour les ondes orographiques) car il va voir sa vitesse air augmenter et dépasser la vitesse maximale autorisée en conditions turbulentes (arc jaune). C'est là où le pilote risque de briser son aéronef. En effet lorsque le pilote va quitter l'ascendance, il va être soumis à de très fortes turbulences dues au cisaillement entre l'air ascendant et descendant. Si sa vitesse est trop forte, l'appareil va se briser. Le crash du vol AF 447 est indirectement lié à cet état de fait : le pilote n'ayant aucune réserve supplémentaire de carburant opta pour traverser au plus court la ligne d'orages associée à la zone de convergence inter-tropicale et givra ses sondes Pitot en traversant une cellule orageuse. La suite est connue.
Les radars de bord peuvent être trompeurs. Les chutes de grêle provoquent peu d'échos radars et sont autrement dangereuses que les pluies torrentielles. Ainsi, près du sol, les fortes chutes de pluie (ou de neige en altitude) tendent à amortir les turbulences (on dit que lorsque la pluie vient, le plus gros du danger est passé). Ainsi, une recommandation contre-intuitive existe : il faut voler vers la zone de plus fortes précipitations ou vers la partie la plus sombre de la ligne d'orages. Cette recommandation contredit l'usage habituel des radars de bord qui consiste à éviter les zones de fortes précipitations qui semble la plus plupart du temps correct. Il n'existe donc pas de solution miracle et le mieux est encore d'éviter ces systèmes orageux en ayant suffisamment de carburant à bord et en écartant ces fausses « économies » en carburant.
De plus, les feux de Saint Elme lors de vols à l'intérieur des cumulonimbus peuvent détruire l'équipement électronique à bord et voire perforer une aile en provoquant la fusion de l'enveloppe métallique.

## Dangers liés aux orages supercellulaires

Figure 4 : Photo d'un supercellulaire classique avec ses attributs.

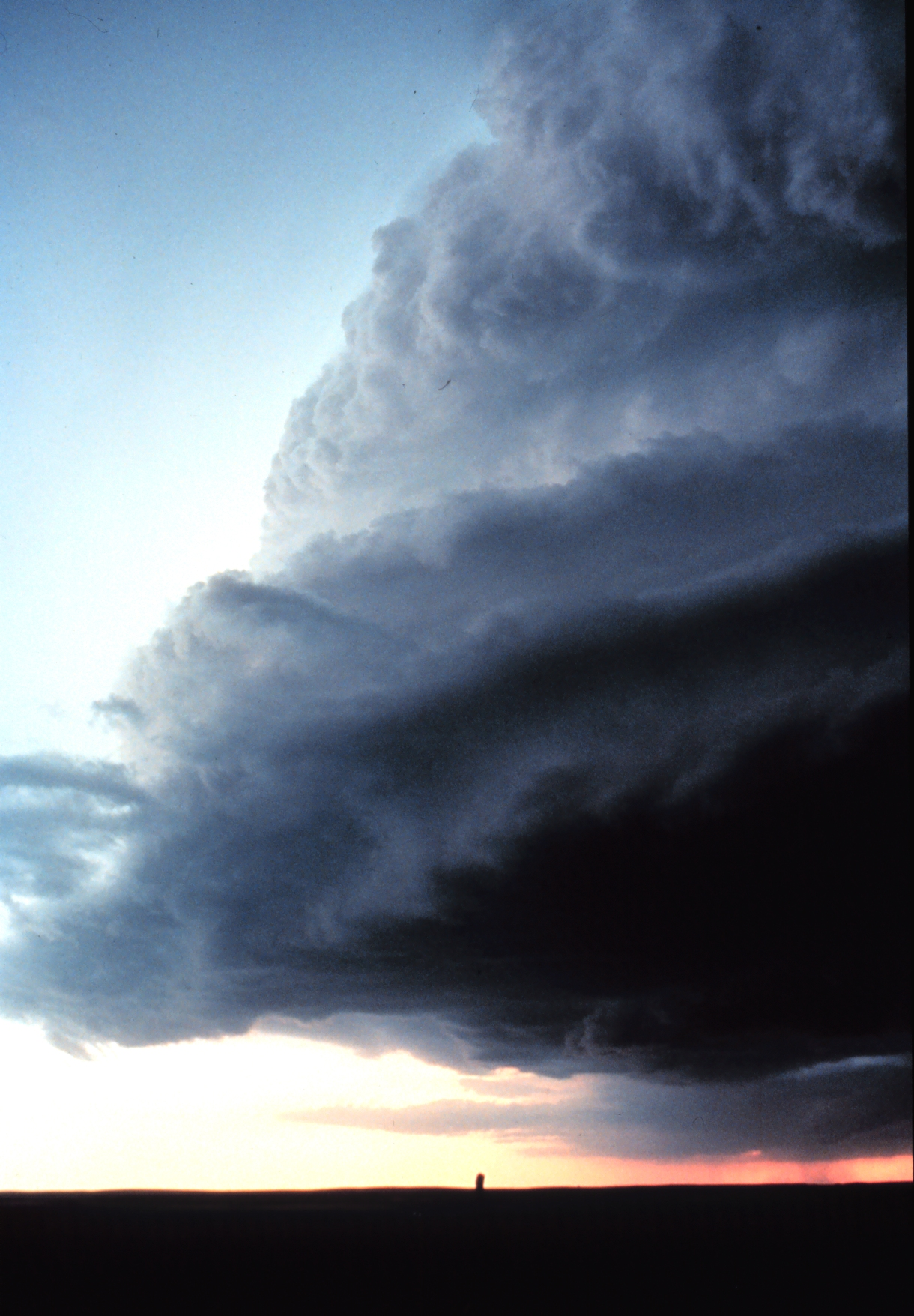
Figure 5 : Photo de la zone avant d'une supercellule qui semble utilisable par un planeur. Elle est constituée de petits cumulonimbus et d'un arcus. Cette zone est traîtresse car les ascendances y seront laminaires.

Les courants ascendants à l'intérieur d'un cumulonimbus associé à un orage supercellulaire peuvent atteindre 45 m/s  (soit 90 nœuds),.
ce qui correspond à la vitesse du vent associé à un cyclone tropical de faible intensité. De plus les turbulences à l'intérieur du nuage peuvent être extrêmes et briser un aéronef. Il est donc extrêmement dangereux de voler à l'intérieur d'un tel monstre.
Le système orageux se décompose en deux parties dans l'image ci-contre : à gauche se trouve la zone sans précipitations visibles où la masse d'air est en ascendance généralisée et à droite la zone de précipitations où la masse d'air est entraînée dans un mouvement descendant. Entre les deux zones se trouve un nuage-mur qui est à l'origine de tornades.
En outre, même les cumulus congestus associés à un orage supercellulaire peuvent être très dangereux. Des tornades peuvent être produites jusqu'à 36 km du noyau principal.
Dans la zone ascendante, l'air a une flottaison négative et est aspiré par une zone de basse pression en altitude. Les turbulences sont annihilées.
En particulier, dans la zone avant de la supercellule se trouve une ligne de flanc formée de cumulus congestus ou de petits cumulonimbus. Il est à noter aussi que la base des nuages de flanc est plus élevée que la base du cumulonimbus principal.
Comme l'ascendance sous ces nuages est principalement dynamique, la masse d'air ascendante étant laminaire et que la base des nuages est plus élevée, un pilote de planeur ou de parapente pourrait être tenté de voler dans cette zone. Toutefois, la situation peut rapidement devenir dangereuse car le nuage-mur peut engendrer une tornade qui pourra pulvériser un aéronef. De plus, comme la masse d'air est en ascendance dans toute la zone, un parapentiste ne pourra pas s'échapper et pourra être aspiré par le nuage jusqu'à son sommet. Ainsi, la FAA recommande que les aéronefs ne devraient pas s'approcher à moins de 20 milles (37 km) des orages violents,.

## Autres dangers liés aux cumulonimbus

### Foudre
Quoique le cas soit rare, un planeur peut être foudroyé. Les planeurs métalliques sont des cages de Faraday et normalement ne devraient pas être détruits par la foudre. Toutefois, les planeurs en fibre de verre ou en bois et toile peuvent être détruits. De plus, les planeurs modernes sont pleins d'électronique et leur équipement peut être grillé à la suite d'un foudroiement. De plus, tout lancement au treuil doit être prohibé lorsqu'un orage est à moins de 20 km. En effet, l'air est électrisé et le câble va faire office de paratonnerre et va attirer la foudre.

### Grêle
La grêle peut réduire en lambeaux la verrière d'un planeur et endommager sévèrement ses ailes et son fuselage. De plus, la grêle est très peu visible et peut se rencontrer à la bordure externe de la zone ascendante sous le nuage. Le 5 août 1977, un pilote d'avion s'est fait surprendre aux environs de Colorado Springs par un orage supercellulaire qui avait produit 20 tornades. Le pilote volait dans un air d'un calme inquiétant (la zone ascendante peut être laminaire) lorsqu'il vit le ciel passer du gris clair au noir d'encre. Il entendit un grand bruit qui se répéta ensuite de plus en plus fréquemment. Un grêlon perfora le pare-brise, lui faisant perdre à demi conscience. Finalement il réussit à poser son avion déchiqueté par la grêle dans un champ,.

### Tornades
Une tornade EF5 peut engendrer des vents au sol d'une vitesse incroyable; le bon sens veut donc qu'un aéronef quel qu’il soit ne devrait jamais s'approcher d'un tel météore. En effet les vents peuvent atteindre la vitesse de 130 m/s (environ 260 nœuds) et l'on peut facilement deviner qu'un avion sera réduit en miettes dans de telles conditions. Cependant, des avions de ligne ont survolé des tornades à plus de 8 000 pieds sans dommage. Le fait que l'avion de ligne n'avait pas été détruit s'explique ainsi: les tornades ne sont des phénomènes violents que près du sol et s'atténuent en altitude. Un planeur s'est même permis de traverser une tornade de faible intensité lors d'un championnat de vol à voile au Texas en 1967. Les bases des cumulonimbus étaient à 12 000 pieds. Le planeur est passé dans une zone excessivement turbulente et s'est retrouvé soudainement dans une zone sans la moindre turbulence sur le dos. Les commandes ne répondaient plus et le pilote envisagea d'abandonner l'aéronef. Quelque temps et une grosse frayeur plus tard, les commandes se mirent à répondre à nouveau et le pilote pouvait poursuivre son vol. Des pilotes dans le voisinage n'avaient strictement rien ressenti.
Un critère empirique pour la formation de tornades développé par Dan Sowa de Northwest Orient Airlines est le suivant : le sommet protubérant du cumulonimbus doit pénétrer d'au moins de 10 000 pieds dans la stratosphère. Ce critère est cependant incorrect et la tornade de Sonnac est un contre-exemple. Celle-ci a atteint la force EF2 tout en étant engendrée par un petit cumulonimbus n'atteignant pas 9 000 m.

## Mythes et réalités en ce qui concerne les cumulonimbus

### Lieu commun concernant la turbulence

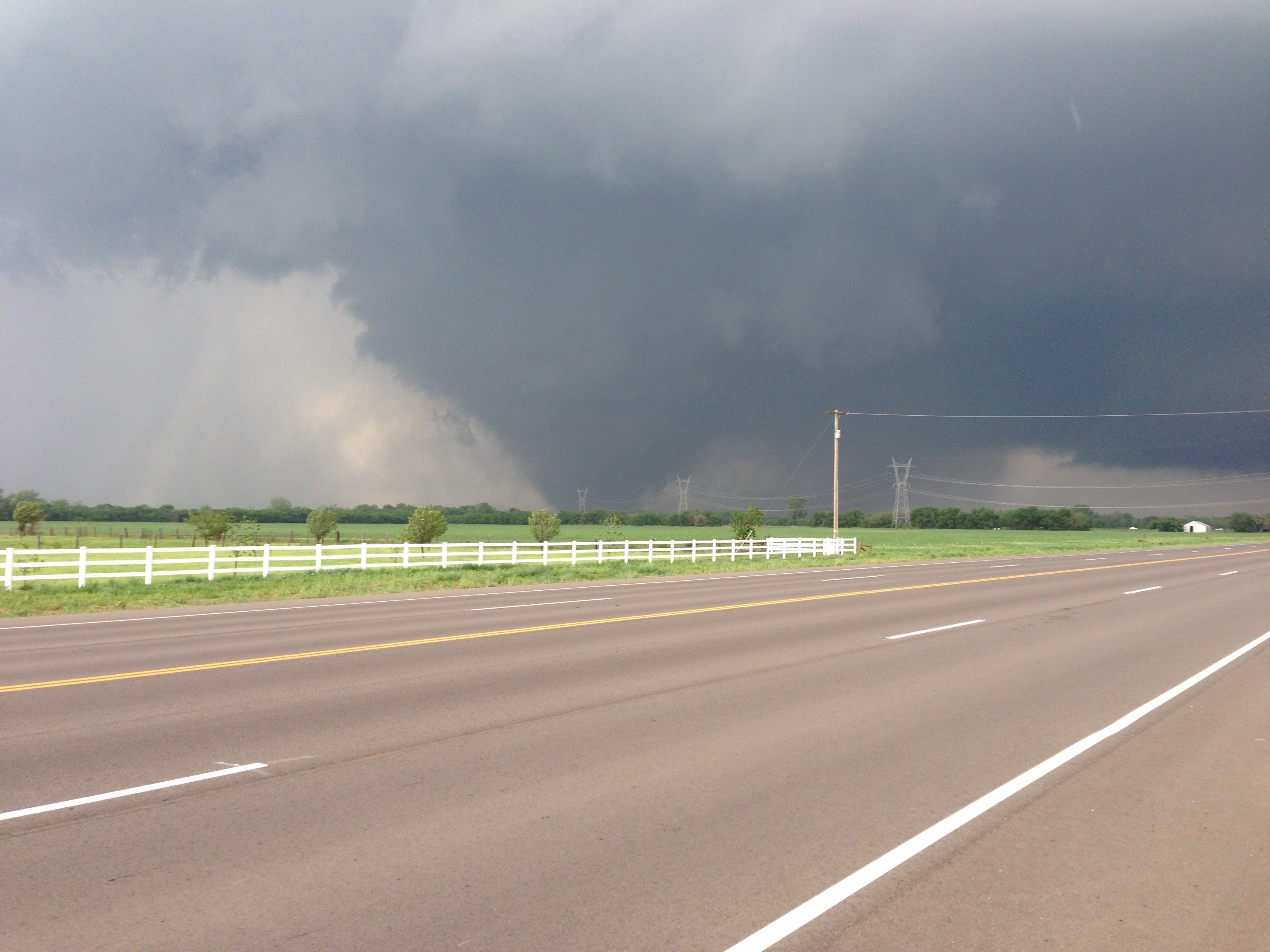
Figure 6 : Photo d'une tornade dévastant Moore (Oklahoma) prise à partir d'une zone ensoleillée sans précipitations. Un pilote de planeur étourdi aurait probablement trouvé des ascendances modérées et laminaires dans cette zone ensoleillée.

À la suite d'une généralisation abusive, il est souvent admis dans le milieu aéronautique que les cumulonimbus seraient toujours turbulents. Comme les cumulonimbus sont en effet extrêmement turbulents à haute altitude, on en a déduit à tort qu'ils seraient toujours turbulents. Des études sérieuses et l'expérience des pilotes de planeur ont établi au contraire que les ascendances sous un cumulonimbus sont souvent dynamiques, et donc très douces. Le phénomène est amplifié sous la voûte d'échos faibles d'un orage supercellulaire qui est extrêmement dangereux. Cependant ce phénomène est peu connu dans le monde de l'aviation : une idée répandue veut que les cumulonimbus soient partout associés à de très fortes turbulences et à des orages violents. Ainsi, Gil Roy, dans un ouvrage avalisé par la Fédération française de vol à voile, affirme que « Les cumulo-nimbus [sic] sont le siège de très violents orages. La partie avant, baptisée « front d'orage » est le théâtre de très fortes turbulences mais aussi de puissantes ascendances,. »
La référence au front d'orage correspond au front de rafales associé aux rafales descendantes (effectivement très dangereuses), qui est le siège de tourbillons liés à l'instabilité de Kelvin-Helmholtz à la jonction entre les courants ascendants et descendants. Toutefois à l'avant de l'orage, les ascendances sont en général laminaires à cause de la flottabilité négative des parcelles d'air (cf supra).
On pourra aussi citer le site internet LUXORION, où il est dit que « Les cumulonimbus provoquent toujours une turbulence sévère [...] Elle peut être rencontrée dans les basses couches et devancer le cumulonimbus de 10 à 25 km. ». Une telle affirmation est trop générale et contredit à nouveau le fait que les ascendances à l'avant de l'orage sont souvent laminaires. Il est vrai que les couches supérieures du cumulonimbus sont en général presque toujours turbulentes, mais dans la majorité des cas ladite turbulence n'est pas extrême. Dans la même veine, Didier Morieux affirme pour sa part : « Le cumulonimbus [...] est aussi le siège de courants ascendants et descendants pouvant atteindre des vitesses de 15 à 20 m/s donnant lieu à une turbulence considérable, susceptible de mettre en péril la structure des avions les plus solides. »
Dennis Pagen est encore plus catégorique, lorsqu'il affirme que : « Toutes les ascendances et descendances dans un orage créent une turbulence considérable causée par le cisaillement. Nous n'avons qu'à penser aux vitesses impliquées, et l'on peut deviner la violence des turbulences. Celles-ci peuvent (et ont) réduit en miettes des avions. »,. La FAA reprend partiellement ces affirmations dans sa version la plus récente du Glider Flying Handbook. Elle affirme : « une turbulence modérée est fréquente à plusieurs milles de l'orage et devrait être sans surprise pour le pilote »,.
L'Atlas international des nuages tempère ces affirmations : il affirme simplement que « la turbulence est souvent très forte » au-dessous du nuage.

### Danger sérieux pour les pilotes de planeur
Un pilote de planeur convaincu que les cumulonimbus sont toujours violents risque d'avoir une très mauvaise surprise. S'il vole sous la ligne de flanc d'un orage supercellulaire en ayant l'impression de voler dans de l'huile avec des ascendances modérées, il en déduira faussement qu'il est en sécurité et qu'il vole sous de gros cumulus car officiellement les cumulonimbus sont toujours turbulents. Il ne réalisera pas qu'il a au-dessus de lui des cumulonimbus secondaires qui risquent de l'aspirer dans le système nuageux, et qu'il risque aussi de se retrouver face à un nuage-mur qui engendrera une tornade et pulvérisera son frêle esquif comme le montre la figure 6. Aussi, Dominique Musto met en garde les pilotes de parapente (qui seraient influencés par le mythe cité supra) contre la fausse sensation de sécurité liée à une zone d'ascendances généralisées et relativement faibles. Il affirme :

« Pourtant malgré un ciel sombre et l'absence de soleil, les ascendances sont douces et généralisées dans tout le secteur. Quelque chose cloche ! Si nous ne réagissons pas très vite pour descendre, une main invisible risque de nous happer et de nous jeter en enfer ! »

Cette citation résume en 3 phrases les dangers, souvent sournois, associés aux cumulonimbus qui sont exacerbés pour les pilotes de parapente ; comme en a fait les frais Ewa Wiśnierska, parapentiste allemande qui a survécu à une ascension de plus de 9 000 m à l'intérieur d'un cumulonimbus. Le même jour, le parapentiste chinois He Zhongpin perdit la vie après avoir été également emporté par le nuage. D'après l'autopsie, il aurait été frappé par un éclair. Son corps fut retrouvé 75 km plus loin.
De la même manière, en 2014, le général Paolo Antoniazzi âgé de 66 ans, mourut après que son parapente eut été aspiré dans un cumulonimbus jusqu'à 9 300 mètres d'altitude,.

## Signes avant-coureurs d'un orage
La citation énoncée ci-dessus illustre de manière imagée les signes avant-coureurs d'un orage. Ainsi, un cumulonimbus agit comme une énorme machine thermique qui aspire l'air du côté avant (côté gauche de la figure 4) et le rejette violemment du côté arrière par l'intermédiaire des rafales descendantes (côté droit de la figure 4). Par conséquent, une zone d'ascendances généralisée va se situer en avant de l'orage. Typiquement, dans une masse d'air humide, ces ascendances seront de l'ordre de 1 m/s et dans une masse d'air sec, elles seront de l'ordre de 2 à 3 m/s.
Aussi, lorsqu'un pilote de planeur ou de parapente se trouve dans une zone « où ça monte de partout » et qu'il est en présence de gros nuages assez proches (qui peuvent être des cumulus congestus), il sera à proximité d'un orage en voie de formation.

## Ondes de gravité associées
Les rafales descendantes engendrées par des cumulonimbus peuvent engendrer des ondes de gravité loin en avant des orages,.
Ces ondes de gravité peuvent se faire sentir jusqu'à 50 kilomètres et dans certains cas jusqu'à plusieurs centaines de kilomètres.
Un orage violent engendrant ces ondes de gravité situé à plus de 40 kilomètres (suivant les recommandations de la Federal Aviation Administration) ne devrait pas affecter la sécurité de ces aéronefs. Ces ondes de gravité peuvent être modelées de la même manière que les ondes orographiques et peuvent être exploitables par un pilote de planeur, de deltaplane ou de parapente.

## Utilisation des cumulonimbus en vol de campagne ou autre

### Exploitation des «petits» cumulonimbus
Les petits cumulonimbus peuvent être exploités par des pilotes de planeur expérimentés. Ils engendrent des ascendances modérées et en général laminaires qui sont plaisantes à exploiter et instructives.
Ainsi, les orages pulsatifs d'été peuvent être utilisés lors des vols de campagne car le planeur s'éloignera du cumulonimbus après s'être rendu (théoriquement)  à 500 pieds au-dessous de sa base (maximum réglementaire aux États-Unis) et donc le passage du planeur à proximité de l'orage sera bref. Ainsi, au cours d'une compétition officielle de la Soaring Society of America, les pilotes ont ouvertement joué avec les cumulonimbus (et même les ascendances engendrées à l'extérieur des rafales descendantes) et s'en sont vantés.
Toutefois, une règle dit que la séparation des thermiques est égale à 3 fois la hauteur du nuage. Par conséquent, un cumulonimbus de 13 km de hauteur éliminera toute activité convective sur un rayon de 40 km environ. La plupart des planeurs ne peuvent pas effectuer de tels planés et par conséquent la rencontre d'un orage pulsatif sera synonyme de fin du vol dans un court laps de temps.

### Exploitation du cisaillement près d'une rafale descendante
La figure 3.22 de la référence montre l'existence d'un rotor en marge d'une rafale descendante. Un pilote de planeur plus que téméraire pourrait localiser facilement cette ascendance et l'exploiter. Cependant, cette photographie dissuadera tout pilote raisonnable d'exploiter de telles monstruosités. En effet les rafales descendantes sont le danger le plus sérieux concernant les orages. De plus, si pour une raison ou pour une autre le pilote doit atterrir (chute de grêle ou autre) il va être obligé de traverser le front de rafales juste au-dessous de lui et il aura une bonne chance de s'écraser due à une diminution imprévisible de la vitesse air. En outre, si le planeur passe de la zone ascendante à la zone descendante, une très forte turbulence va se produire due à l'instabilité de Kelvin-Helmholtz dans la zone de cisaillement. Cependant, des pilotes ont exploité de telles ascendances.

### Exploitation des lignes de flanc
Des pilotes plus qu'aventureux ont exploité des lignes de grain en volant à l'avant du système orageux à l'instar d'un vol de pente. Le pilote doit impérativement se poser sur un aérodrome et rentrer le planeur dans un hangar car la ligne de grains va rattraper l'aéronef et le mettre en danger s'il n'est pas protégé,. Dennis Pagen a effectué un vol similaire à l'avant d'un cumulonimbus supercellulaire aux préliminaires du championnat du monde de deltaplane 1990 au Brésil, où il a pu parcourir 35 km à grande vitesse sans aucune spirale. L'auteur reconnaît que c'était un exploit douteux, car les deltaplanes et a fortori les parapentes, sont beaucoup plus lents que les planeurs et risquent de se faire aspirer dans le nuage.

## Conclusion
Les seuls cumulonimbus pouvant être exploitables par le pilote de planeur, sous toutes réserves, seraient les petits cumulonimbus isolés ou à la rigueur les cumulonimbus formant les lignes de flanc associées à des orages violents. Toutefois, les exemples ci-dessus montrent qu'un nuage à l'aspect inoffensif peut devenir très dangereux rapidement. Les lignes d'orages et les orages supercellulaires sont définitivement un risque mortel pour les pilotes non avertis. Selon les règles du vol à voile, les vols dans les zones préorageuses sont toujours celles du vol à vue car le pilote doit pouvoir observer l'évolution d'un nuage et prendre les mesures nécessaires d'évitement, ou d'atterrissage rapide le cas échéant.
Les exemples donnés ci-dessus démontrent que les différents phénomènes associés aux cumulonimbus peuvent mettre en péril tout type d'aéronef et ses occupants, lorsque le pilote vole à proximité, ou surtout, à l'intérieur d'un nuage d'orage. Un pilote d'avion à moteur ne devrait jamais s'approcher d'un cumulonimbus.